# Meret Becker
Meret Becker, född 15 januari 1969 i Bremen Tyskland, är en tysk skådespelare. Hon är dotter till skådespelarna Rolf Becker och Monika Hansen och syster till skådespelaren Ben Becker.

## Filmografi & tv serier (i urval)
- 2019–2022 – Babylon Berlin (TV-serie)
- 2005 – München
- 2005 – Polly Blue Eyes
- 2004 – PiperMint... das Leben möglicherweise
- 2003 – Mutti - Der Film
- 2000 – Far Away Country Pa-Isch
- 1997 – Comedian Harmonists
- 1997 – Rossini
- 1993 – Utan skuld
- 1992 – Kleine Haie